# El Robledo
El Robledo è un comune spagnolo di 1 228 abitanti situato nella comunità autonoma di Castiglia-La Mancia.